# Jaarsveld

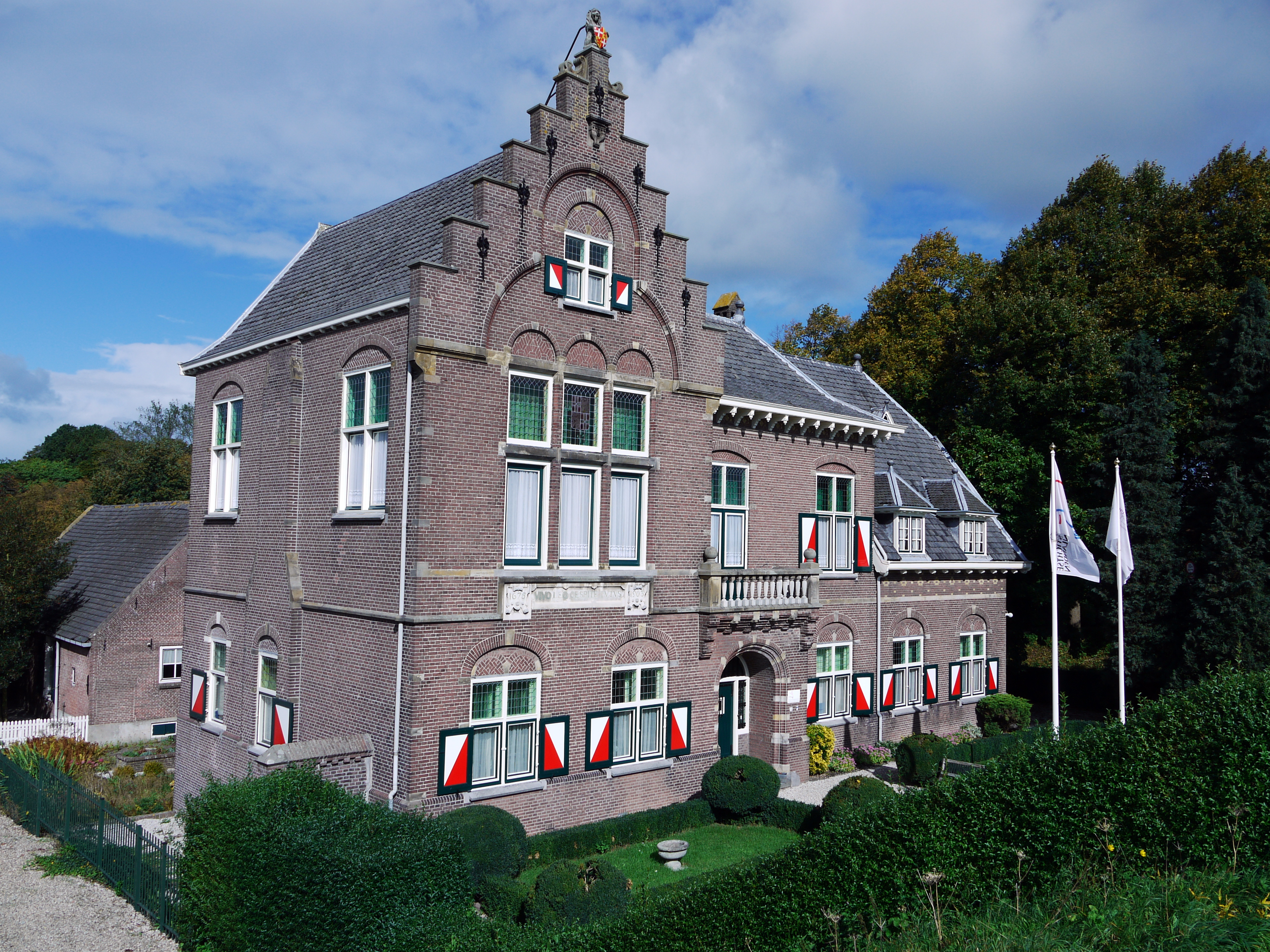
Polderhaus

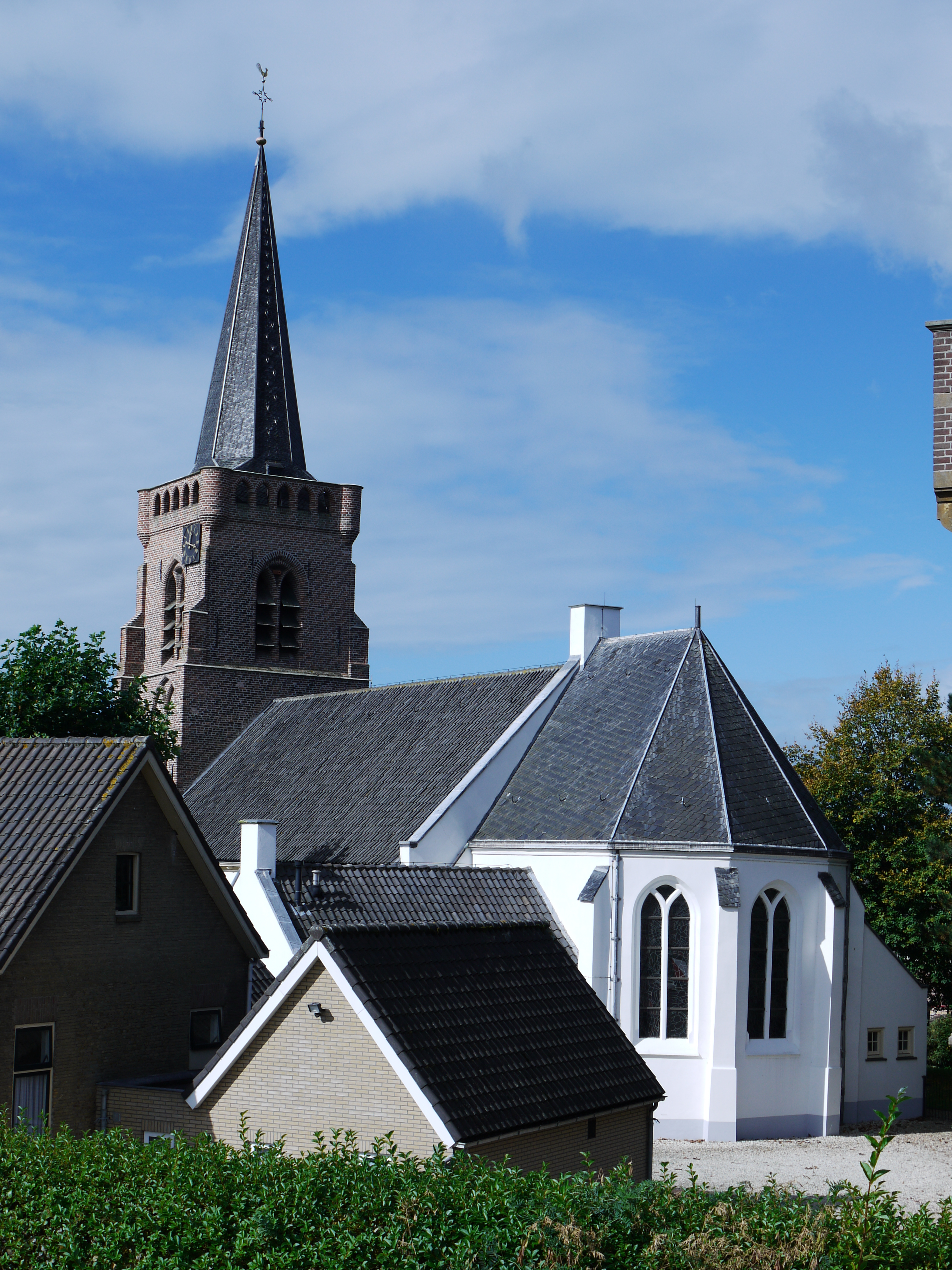
Reformierte Kirche von Jaarsveld

Jaarsveld beschreibt eine vormals selbstständige Gemeinde der niederländischen Provinz Utrecht sowie die ehemalige Hohe Herrlichkeit Jaarsveld.

## Chronik
Die vormalige Gemeinde und heutige Ortschaft Jaarsveld ist aus der gleichnamigen Herrlichkeit entstanden. Im Zeitraum des Mittelalters und der Frühen Neuzeit ist Jaarsveld sowohl den Staaten Holland als auch von Utrecht zugehörig und lehenspflichtig gewesen. Im Jahre 1805 ist die Herrlichkeit Jaarsveld an die Provinz Utrecht zurückgegangen, bei der sie bis zum vormalen Ende der Herrlichkeiten im Jahre 1923 und darüber hinaus verblieben ist.
Die Einwohnerzahl aus dem Jahre 1840 betrug 1.079 Einwohner, welche auf 148 verteilt waren. Hundert Jahre später verfügte Jaarsveld über 1.412 Einwohner in 338 Häuser und 1.307 Hektar Grund. Im Jahre 1943 hatte Jaarsveld seine Selbstständigkeit verloren und wurde in die Gemeinde Lopik eingegliedert. Zwischen den Jahren 1937–1970 wurde in Jaarsveld ein professionelles Minigolfturnier im Middengolfzender Jaarsveld  ausgetragen. Im Jahre 2001 hatte der Ortskern von Jaarsveld 248 Einwohner und 83 Häuser auf einer Fläche von 0,07 km². Mitsamt den Randsiedlungen kommt Jaarsveld auf ca. 330 Einwohner.

### Reformierte Kirche Jaarsveld
Der Grundstock der Kirche beruht im 14. Jahrhundert, wovon noch heutzutage das Kirchenschiff rührt. Das heutige Aussehen mit dem robusten Toren und Chor stammt aus der Zeit um 1500. Das Interieur umfasst die Grabstätten aus dem 15. Jahrhundert, Glasmalereien aus derselben Zeit sowie eine Orgel aus dem Jahre. Im Jahre 2001 hatte die Reformierte Gemeinde Jaarsveld eine zehnjährige Renovierung ihrer Kirche gestartet.